# Passaporte de Gibraltar
O passaporte britânico variante de Gibraltar é um passaporte britânico emitido para cidadãos britânicos e cidadãos de territórios ultramarinos britânicos que trabalham ou moram em Gibraltar. Ter status de gibraltino por si só e não ser residente em Gibraltar não é critério suficiente para obter um passaporte de Gibraltar. Os passaportes de Gibraltar são emitidos pelo Passport Office of the Gibraltar Civil Status and Registration Office. Desde 2005, os passaportes emitidos em Gibraltar são biométricos.
Como resultado da Lei de Nacionalidade Britânica de 1981, os gibraltinos se tornaram cidadãos dos Territórios Britânicos Ultramarinos por padrão, mas podiam solicitar o registro como cidadão britânico ("um direito que não pode ser recusado") de acordo com a seção 5 da Lei (antes de 2002). Apesar de não serem cidadãos britânicos antes de 2002 e, portanto, até então não tendo o direito automático de residência no Reino Unido, todos os Territórios Britânicos Ultramarinos conectados a Gibraltar desfrutam desde 1973, por meio da adesão do território à Comunidade Europeia juntamente com o Reino Unido, do direito de viver e trabalhar nos países do Espaço Econômico Europeu (incluindo o próprio Reino Unido). Para esse fim, os passaportes de Gibraltar possuem observações que demonstram esses direitos do tratado.
De acordo com a Lei dos Territórios Ultramarinos Britânicos de 2002, todos os cidadãos dos Territórios Ultramarinos Britânicos se tornaram cidadãos britânicos em 21 de maio de 2002. Portanto, um cidadão de Gibraltar pode solicitar um passaporte que o descreva como cidadão britânico ou um passaporte que o descreva como um membro de um dos Territórios Ultramarinos Britânicos. Entretanto, diferentemente de outros territórios, os gibraltinos não podem ter os dois passaportes simultaneamente, e o passaporte de Território Ultramarino Britânico seria cancelado se seu titular decidisse solicitar um passaporte de cidadão britânico. Os portadores de passaportes dos territórios britânicos também têm exigências de visto diferentes dos cidadãos portadores de passaportes britânicos.
Até 31 de janeiro de 2020, os gibraltinos que optaram pelo passaporte dos Territórios Britânicos Ultramarinos eram considerados "cidadãos do Reino Unido para fins da UE", o que os tornava cidadãos plenos da União Europeia, com todos os direitos e prerrogativas decorrentes. Após a saída do Reino Unido da UE, Gibraltar não faz mais parte da UE e gibraltinos deixaram de ser cidadãos da UE, embora tenham continuado a desfrutar dos mesmos direitos na UE durante o período de transição até 31 de dezembro de 2020. Em 31 de dezembro de 2020, os governos da Espanha e do Reino Unido anunciaram que Gibraltar passará a fazer parte do Espaço Schengen.
Assim como os do Reino Unido, os passaportes de Gibraltar são azuis.

## Diferenças
Os passaportes britânicos emitidos em Gibraltar diferem dos passaportes emitidos no Reino Unido apenas em algumas partes do texto, mas, fora isso, têm o mesmo status. A palavra "Gibraltar" é acrescentada abaixo de "United Kingdom of Great Britain and Northern Ireland" (Reino Unido da Grã-Bretanha e Irlanda do Norte) e na página de informações. A única outra diferença é que os passaportes emitidos em Gibraltar substituem a menção do Secretário de Estado de Sua Majestade Britânica pelo Governador de Gibraltar:
"O Governador de Gibraltar solicita e requer, em nome de Sua Majestade, que todos aqueles a quem possa interessar permitam que o portador passe livremente, sem deixar ou impedir, e que lhe prestem a assistência e a proteção necessárias."

## Passaportes históricos

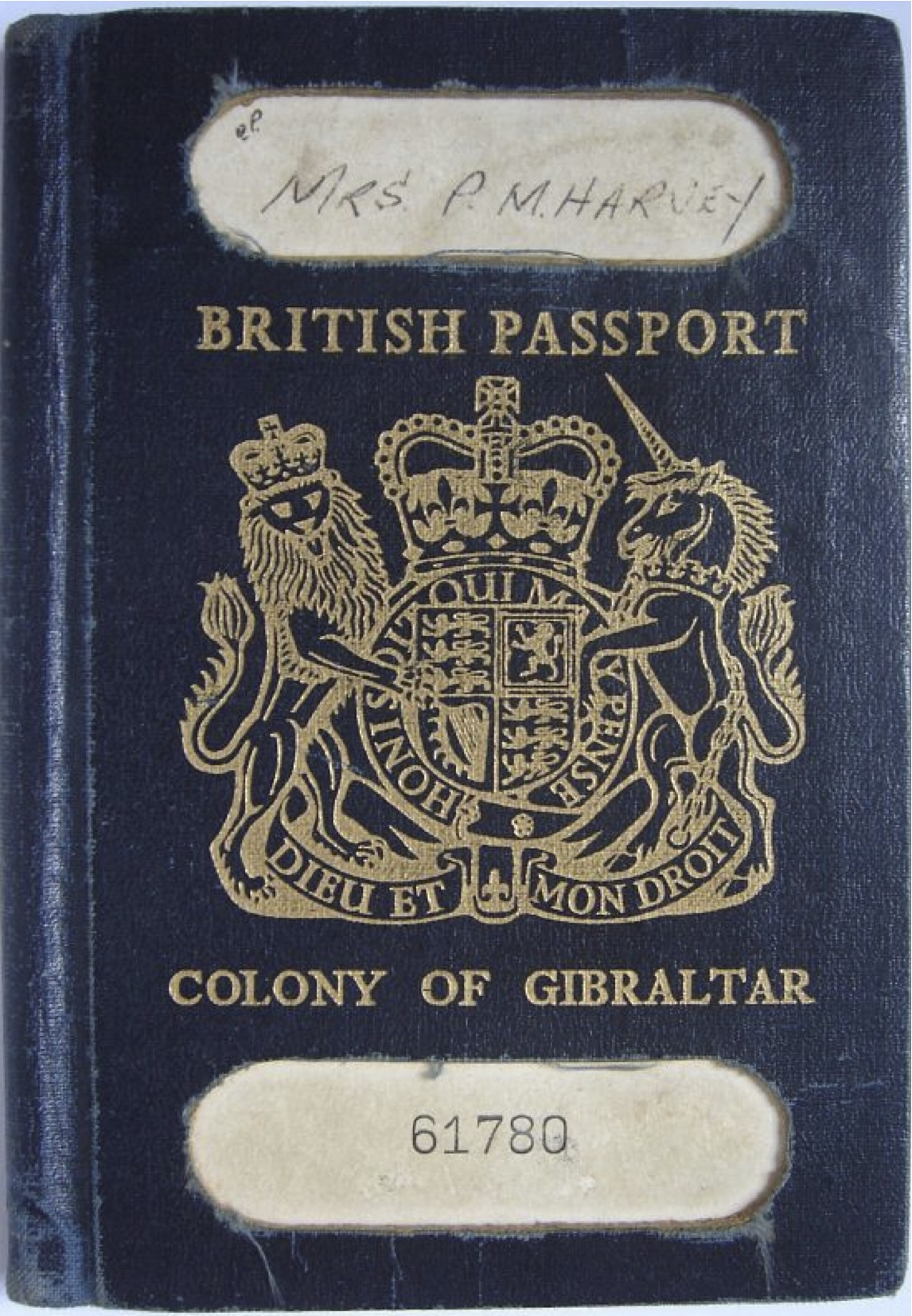
Capa de um antigo passaporte britânico emitido por Gibraltar na década de 1970